# Оцієрська культура

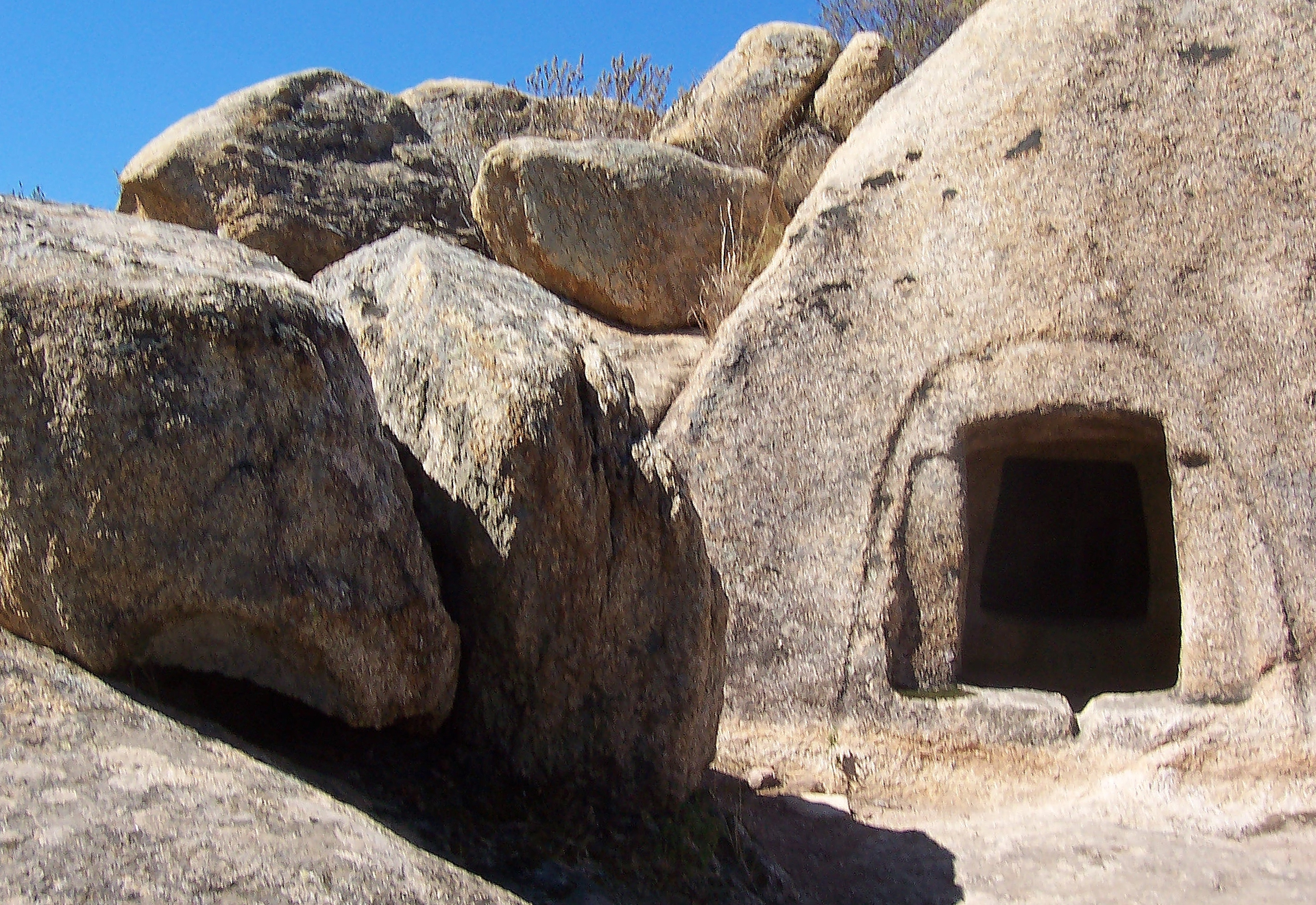
Лотцораї, «будинок відьом»

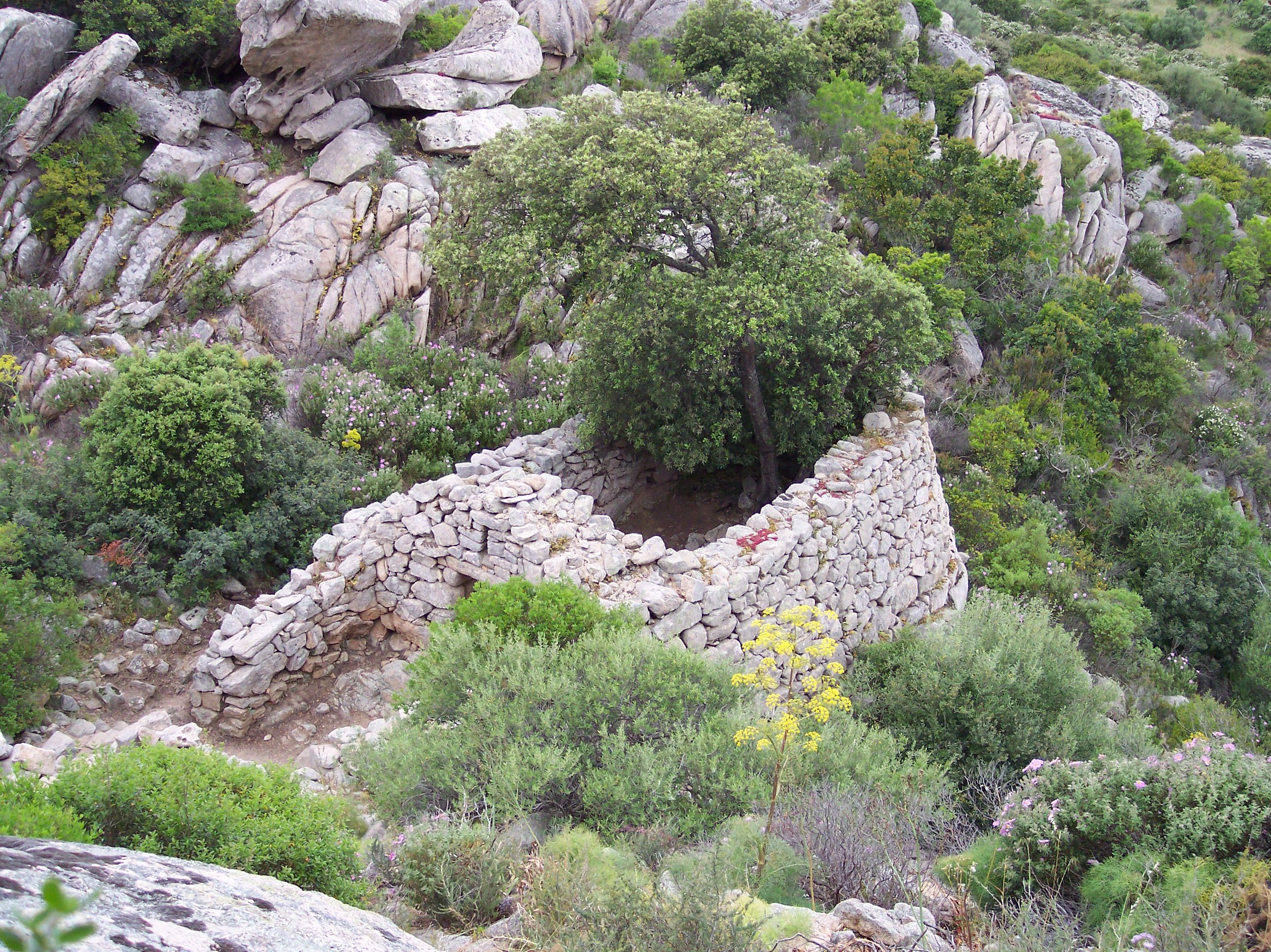
Храм Малкіту

Культура Оцієрі або Сан-Мікеле — археологічна культура острова Сардинія, яка існувала в період до появи культури нурагів, між 3800 — 2900 рр. до н. е. Має ряд подібних характеристик з попередньої культурою Бону-Ігіну. Характерними пам'ятками даної культури є Домус-де-Янас. Культура (точніше, група культур) Абеальцу-Філігоса є заключним етапом розвитку даної культури, проте зазвичай розглядається окремо.
Назва походить від місцевості, де виявлені найважливіші артефакти даної культури — грот Сан-Мікеле поблизу міста Оцієрі.
Археологічні розкопки проводилися в 1914 і пізніше в 1949 році. Їх результатом стало виявлення об'єктів, які свідчать про наявність високорозвиненої культури на остові Сардинія в донурагастичний період.

## Характеристика
У гроті Сан-Мікеле були виявлені майстерно виготовлені вази з виконаними, методом насічки, геометричними мотивами, пофарбовані червоною охрою. На думку істориків, даний тип посудин був новинкою для Сардинії, однак має аналоги серед виробів древніх Кіклад і мінойського Криту. Передбачається, що в результаті міграцій з цих віддалених островів нові технічні досягнення і знання металургії оживили місцеву культуру і внесли в неї нові елементи. З цієї точки зору, культура Оцієрі розглядається як східна за походженням, а артефакти даної культури свідчать про торгівельному та культурному обміні між Сардинією та Грецією епохи неоліту.
На думку одного з найвизначніших археологів Сардинії Джованні Лілліу, цікавою особливістю даної культури було те, що вона еволюціонувала з першопочаткової осілої культури міського типу в сільськогосподарську культуру, жителі якої жили в невеликих селах. Виявлено близько 200 сільських поселень культури Оцієрі, що складалися з кам'яних будинків з круглою (іноді прямокутною) стіною, на якій далі споруджувалася дерев'яна конструкція, а дах покривалася гілками.
Культура Оцієрі була доволі мирною: зброї даної культури виявлено дуже мало, не виявлено жодного укріплення. Соціальна структура була досить однорідною, «демократичною». Це є різким контрастом з виниклою на острові через тисячоріччя культурою будівельників нурагів, також східної за походженням.
Особливістю поховань є забарвлення покійних вохрою — кольором Сонця — що мало символізувати їх відродження. Могили були згруповані в некрополі, які пізніше отримали назву «Домус-де-Янас» (сучасною сардинською мовою — «будинок відьом»). Подібні некрополі були на Криті і, мабуть, в інших частинах Середземномор'я. Був і інший тип поховань, з мегалітичними колами.

## Галерея

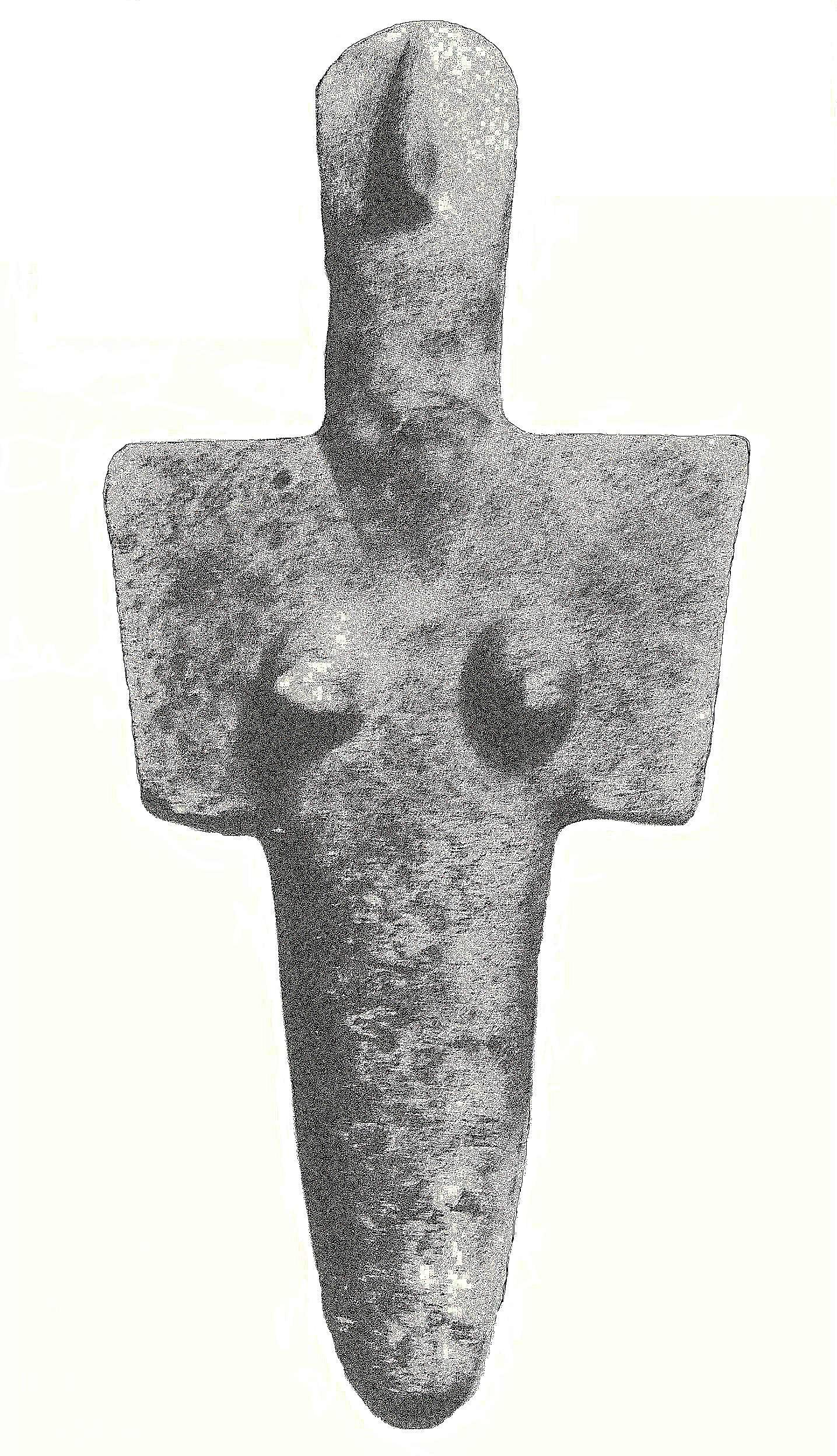
«Середземноморська мати» з Сенорбі, III тис. до н. е. Археологічний музей Кальярі
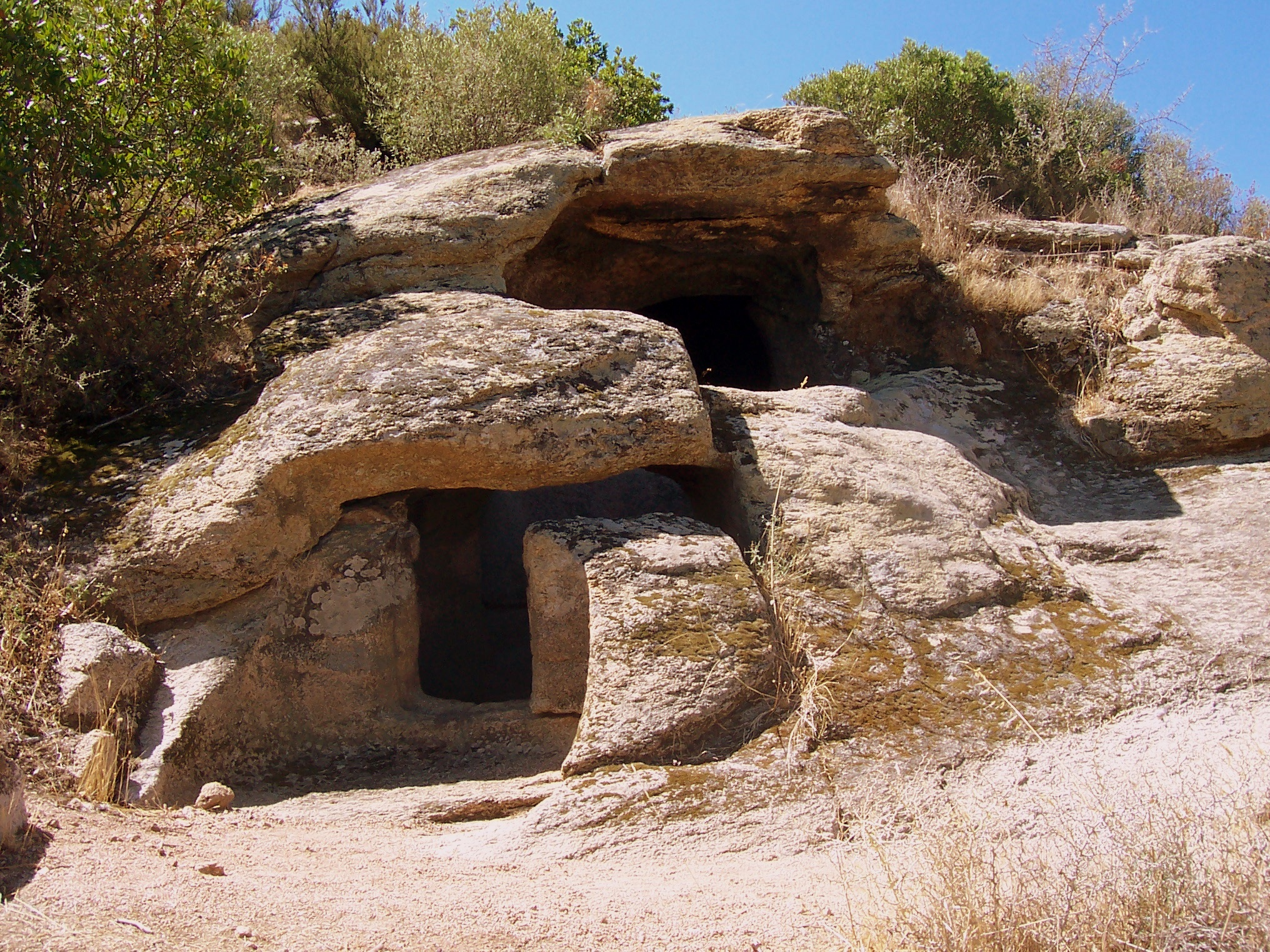
Лотцораї, «Будинок відьм»
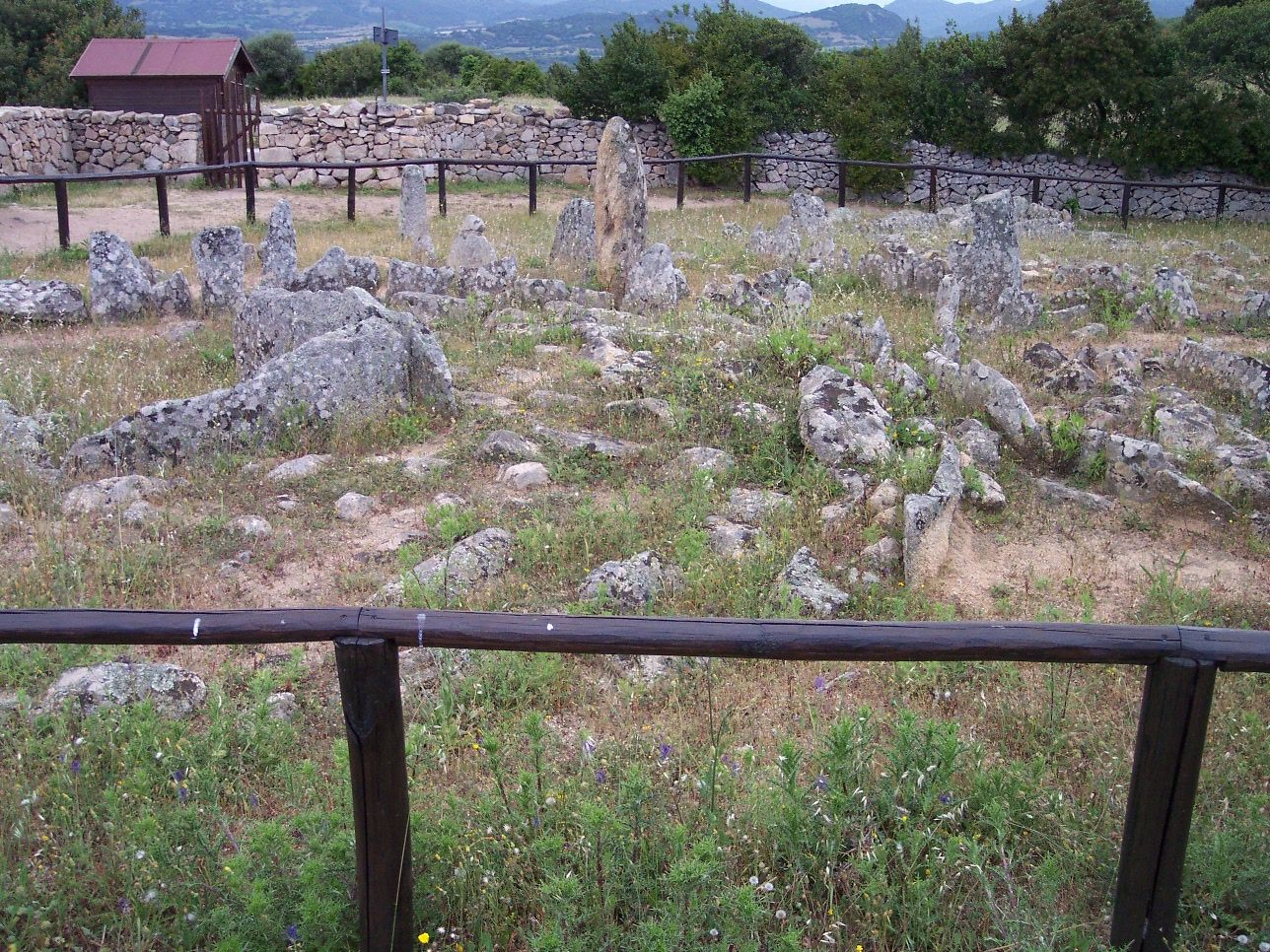
Некрополь Лі-Мурі
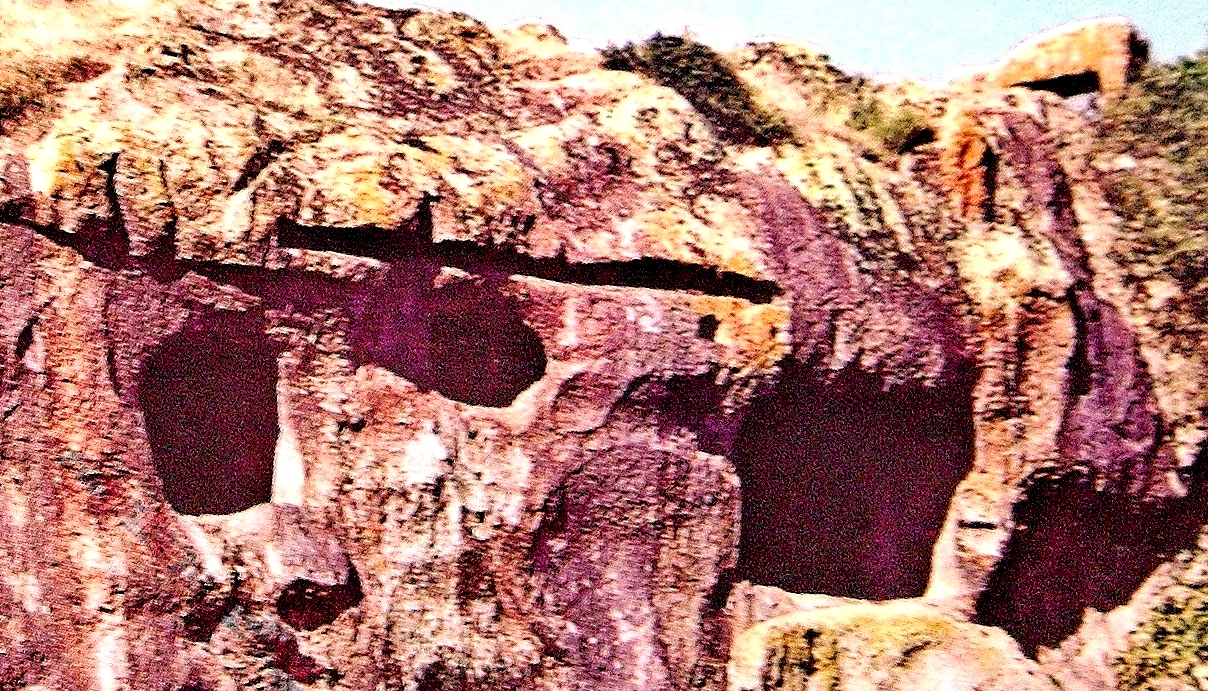
Сант-Андреа-Пріу, де виявлений один з найбільших домусів на 18 камер
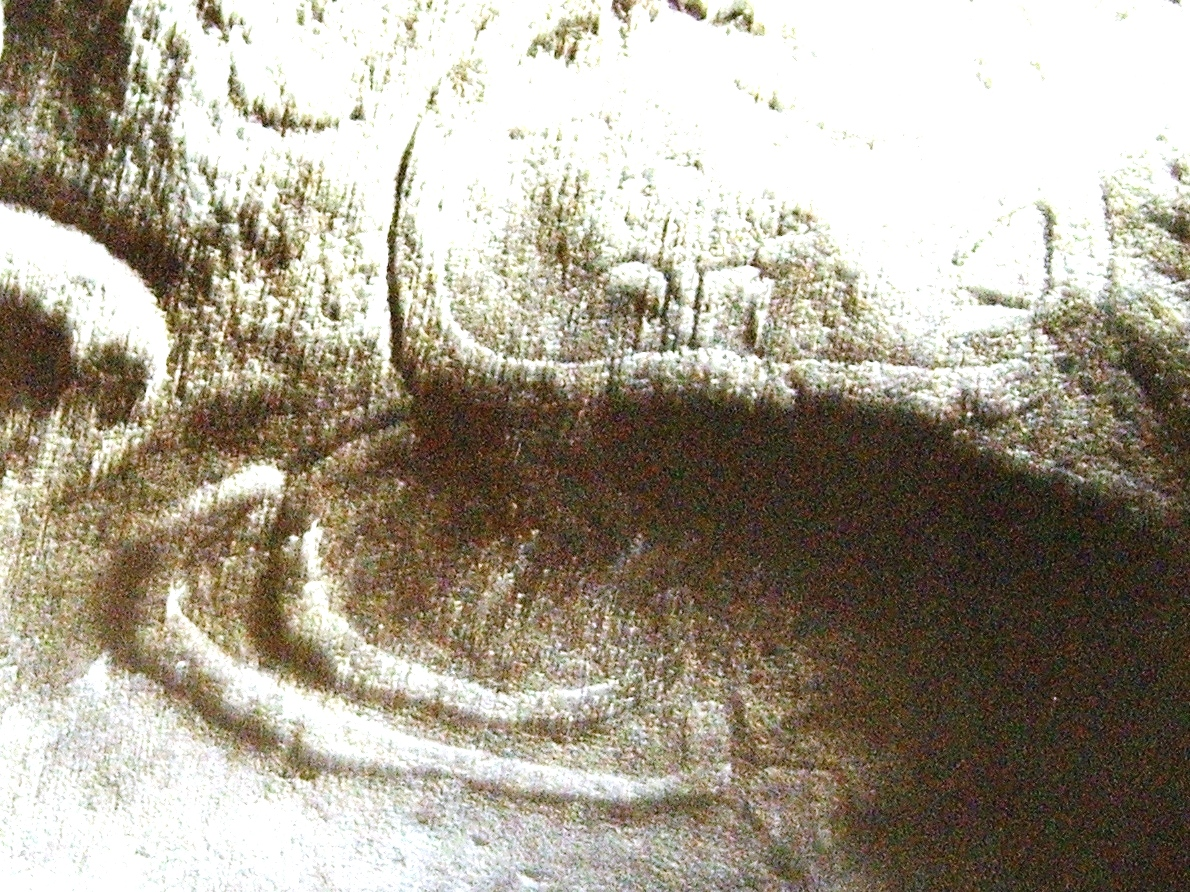
Бичі роги, знайдений в поховальній ниші в одному з "Будинків відьм"
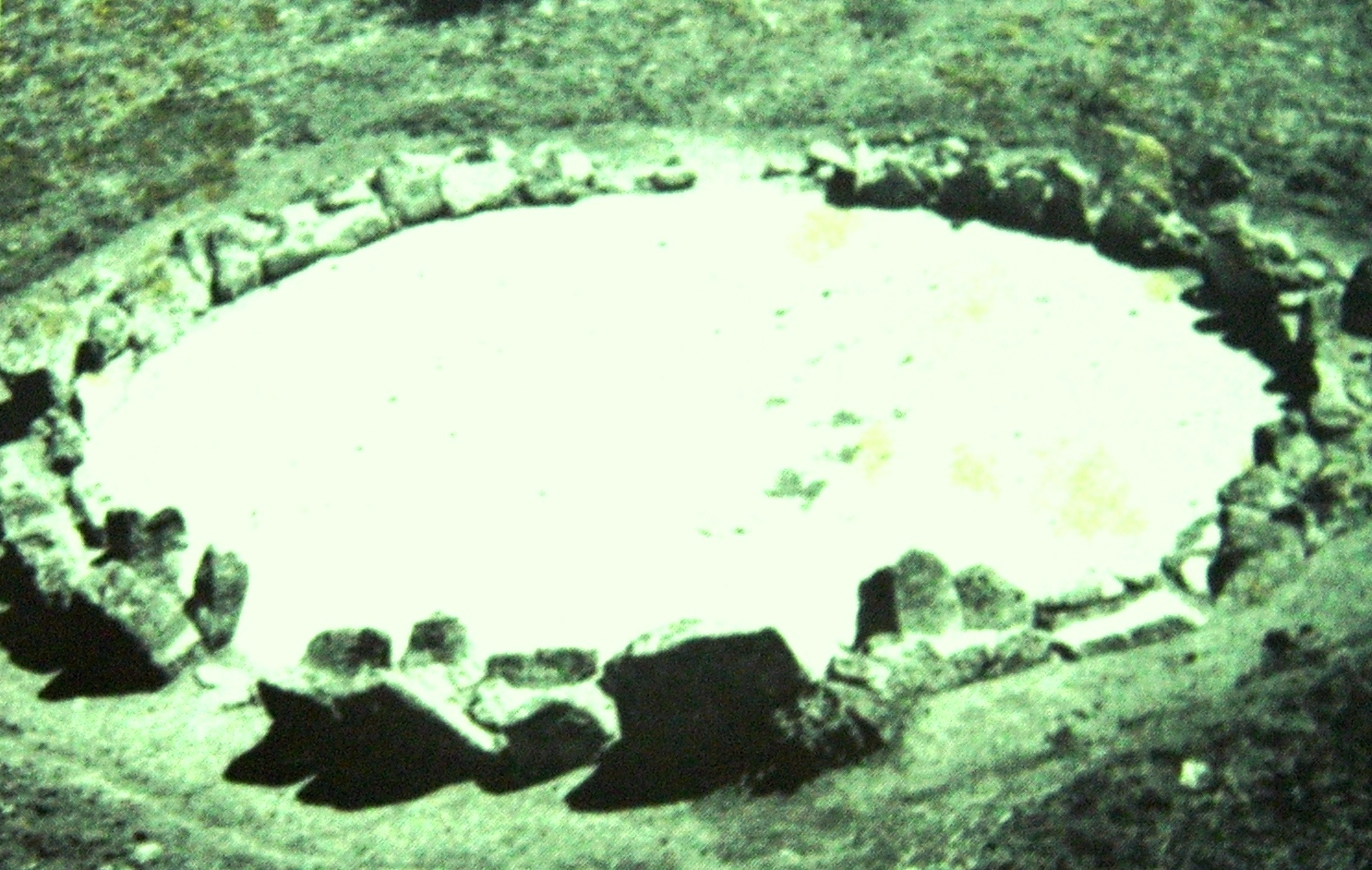
Арцакена, Лі-Мурі
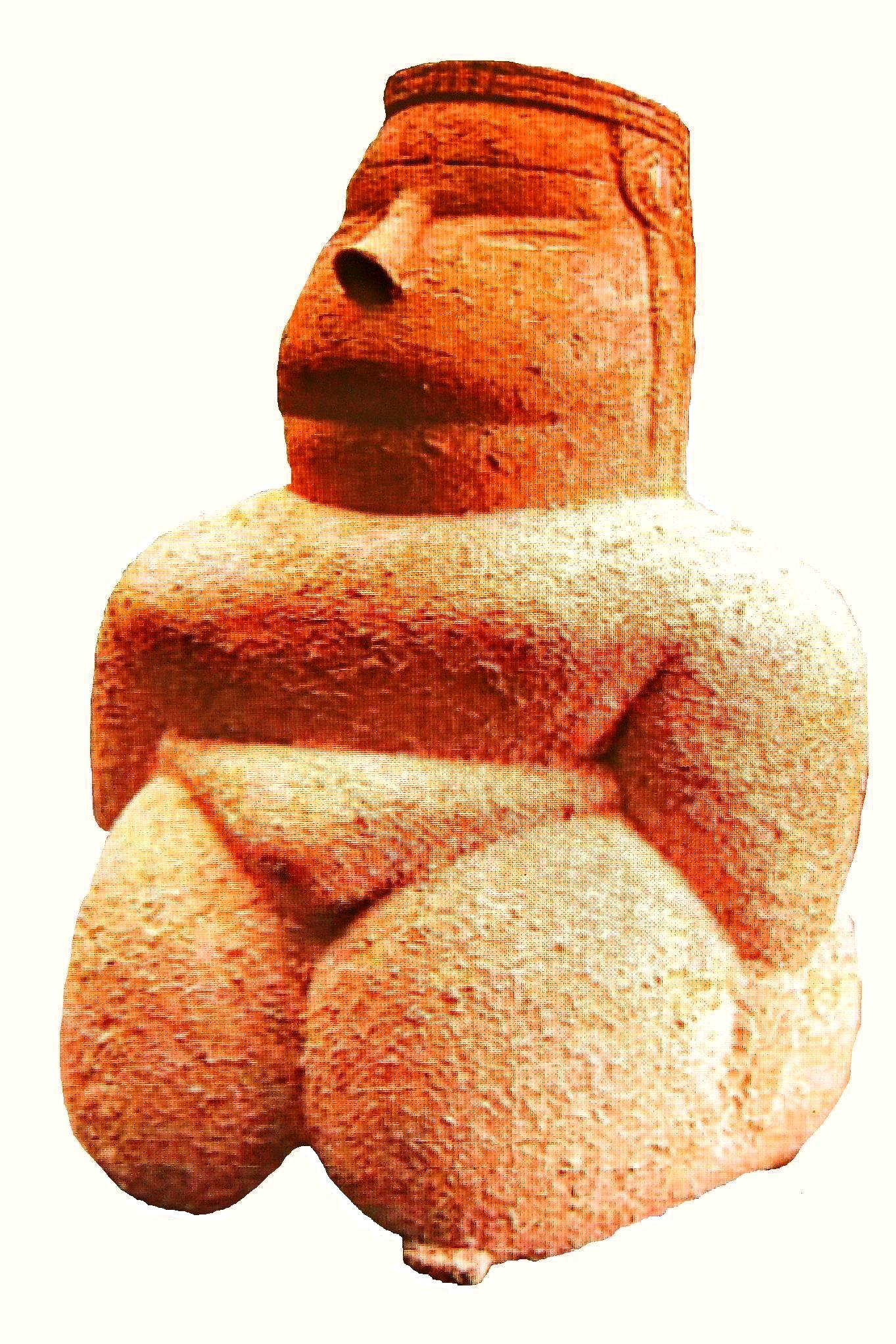
Жіноча статуя з Кукурру-с-Арріу. Зберігається в Кальярі в Археологічному музеї

 Вікісховище має мультимедійні дані за темою: Оцієрська культура